# 墨西哥牛肚湯
墨西哥牛肚湯是一道墨西哥飲食，墨西哥人在製作墨西哥牛肚湯時會在高湯中放入牛胃（牛百叶）、紅辣椒、切碎的生洋葱以及牛至。墨西哥牛肚湯的製作時間較長，因为牛肚需要几个小时才能煮熟。  